# Genista aristata
Espèce
Genista aristata est une espèce de plantes à fleurs de la famille des Fabaceae.

## Description
C'est un buisson pérenne à fleurs jaunes.

## Répartition et habitat
Cette espèce est originaire de Sicile.